# ArianeGroup
ArianeGroup (bis 2017 Airbus Safran Launchers) ist ein Gemeinschaftsunternehmen des europäischen Luft- und Raumfahrtunternehmens Airbus Group und des französischen Konzerns Safran mit seinen drei Kerngeschäftsbereichen: Luft- und Raumfahrt (Antriebssysteme und Ausrüstung), Verteidigung und Sicherheit, das mit dem Ziel der Entwicklung und späteren Herstellung der Rakete Ariane 6 zum 1. Januar 2015 gegründet wurde. Sitz des Unternehmens ist Issy-les-Moulineaux bei Paris.

## Standorte
Standorte des Unternehmens sind Issy-les-Moulineaux, Saint-Médard-en-Jalles, Kourou (Weltraumbahnhof), Vernon, Le Haillan und Les Mureaux in Frankreich sowie Lampoldshausen, Bremen, Trauen und Ottobrunn in Deutschland.

## Arianespace
Am 16. Juni 2015 meldete ArianeGroup durch Übertragung von 35 Prozent Anteil von der französischen Raumfahrtagentur CNES insgesamt einen Anteil von 74 Prozent an Arianespace erreicht zu haben.
Die Firma startete mit etwa 450 Mitarbeitern und einem Jahresumsatz von etwa 1 Milliarde Euro.

## Ariane 6

Ariane 62 (links) und Ariane 64 (rechts)

Am 12. August 2015 beauftragte die europäische Weltraumagentur ESA ArianeGroup als Hauptvertragspartner mit der Neuentwicklung der Ariane 6.
Der Vertrag umfasst ein Volumen von 2,4 Milliarden Euro für die Entwicklung der zwei Versionen der Trägerrakete Ariane 6 – Ariane 62 und Ariane 64. Der Vertrag beinhaltet eine verbindliche Zusage in Höhe von etwa 680 Millionen Euro zur Durchführung der ersten Entwicklungsarbeiten (Phasen A und B) bis zu der für Mitte 2016 geplanten vorläufigen Entwurfsprüfung (Preliminary Design Review). Über alles belaufen sich die Entwicklungskosten auf rund 3 Milliarden Euro, einschließlich der Booster, die von Ariane und Vega gemeinsam genutzt werden sollen, und einem industriellen Investment in Höhe von 400 Millionen Euro.